# Hesychios von Alexandria
Hesychios von Alexandria (altgriechisch Ἡσύχιος ὁ Ἀλεξανδρεύς) war ein spätantiker griechischer Philologe und Lexikograf. Er lebte vermutlich im 5./6. Jahrhundert n. Chr. und verfasste ein Lexikon der griechischen Sprache und ihrer Dialekte.

## Leben
Über die Person des Hesych ist nur wenig überliefert. Aus dem Titel seines Werkes gehen sein Name und Herkunftsort hervor: Ἡσυχίου γραμματικοῦ Ἀλεξανδρέως συναγωγὴ πασῶν λέξεων κατὰ στοιχεῖον ἐκ τῶν Ἀριστάρχου καὶ Ἀπίωνος καὶ Ἡλιοδώρου. Die zeitliche Einordnung des Werks und seines Verfassers ist auch nicht gesichert; die Widmung an einen Eulogios macht das 5. nachchristliche Jahrhundert denkbar, falls dieser mit dem Scholasten Eulogios gleichzusetzen ist. Weitere Versuche reichen vom 4. Jahrhundert bis in die byzantinische Spätzeit.

## Werk
Über die Vorbilder des Hesych unterrichtet uns seine Widmungsepistel, die von der Forschung als aufrichtig und verständig aufgefasst wird. So nennt Hesych als Vorbild für die alphabetische Anordnung seines Lexikons den Philologen Diogenianos Grammatikos, der diese als erster losgelöst von Spezialwörterbüchern (wie die des Apion und Apollonios Archibiu) und bis zum 4. Buchstaben anwendete. Gleichzeitig kritisiert er die Quellenlage dieses Vorbilds und hebt die Notwendigkeit der Belegstellen bei seltenen und umstrittenen Wörtern hervor.
Das Wörterbuch des Diogenian nutzte Hesych also offenbar als Vorlage; außerdem muss er Spezialwörterbücher hinzugezogen haben sowie ein Homerlexikon (vielleicht der Philologen Aristarch, Apion und Heliodor).
Das Lexikon des Hesych ist nur in einer einzigen Handschrift mit der Signatur Marcianus graecus 622 überliefert, die im 15. Jahrhundert auf Papier geschrieben wurde. Sie enthält 439 beschriebene Blätter im Format 19,5 zu 29 cm und ist bis auf einzelne Makel gut erhalten; die Seiten 438 und 439 sind verloren.
Das Lexikon ist uns höchstwahrscheinlich nicht vollständig überliefert, wie der Umfang der Handschrift lehrt. Außerdem finden sich zahlreiche Verweise in den Erklärungen und Belegen der Glossen, die ins Leere führen. Zudem lassen einzelne Einträge zweiter Hand Interpolationen erkennen, die aus der alphabetischen Reihenfolge herausfallen.

## Ausgaben
Nach der großen Ausgabe von Moritz Schmidt (5 Bände, 1858–1868) unternahm ab ca. 1913 Kurt Latte eine kritische Ausgabe, die sowohl die sprachwissenschaftliche Forschung als auch die indirekte Überlieferung einbezog. Latte arbeitete sein Leben lang an der Ausgabe, konnte aber nur zwei Bände fertigstellen (Α–Δ 1953; Ε–Ο postum 1966). Die Ausgabe wurde ab 1987 vom dänisch-britischen Philologen Peter Allan Hansen (1944–2012) fortgesetzt. 2005 erschien der dritte Band (Π–Σ), 2009 der vierte und letzte (Τ–Ω).
- Hesychii Alexandrini Lexicon. Hrsg. von Kurt Latte und Peter Allan Hansen. Kopenhagen 1953 und 1966, de Gruyter, Berlin 2005 und 2009
- Hesychii Alexandrini Lexicon. Hrsg. von Moritz Schmidt. Hermann Duft, Jena 1858–1868. Neudruck: Amsterdam 1965. Digitalisat der 2. Aufl. 1867